# Морис Гарен
Морис Франсоа Гарен (фр. Maurice-François Garin, IPA: ; 3. март 1871 — Ленс, 19. фебруар 1957) бивши је француски професионални бициклиста у периоду од 1893. до 1911. године. Побједник је првог Тур де Франса — 1903, а двоструки је побједник Париз—Рубеа, док је једном освојио класик Бордо—Париз.
Рођен је 1871. у Краљевини Италији, а 1892. узео је француско држављанство. Професионалну каријеру почео је 1893, а прву велику побједу остварио је на трци 24 сата Париза, гдје је одвезао 701 km за 24 сата. Године 1896, завршио је Париз—Рубе на трећем мјесту, након чега га је освојио 1897. и 1898. Након двије сезоне без већих побједа, освојио је друго издање класика Париз—Брест—Париз 1901. и класик Бордо—Париз 1902.
Године 1903, освојио је прво издање Тур де Франса, уз три етапне побједе, од укупно пет етапа колико је вожено. Године 1904, поново је освојио Тур де Франс, уз једну етапну побједу, али су њему и још тројици возача поништени резултати због варања и побједа је додијељена петопласираном Анрију Корнеу. Није возио Тур више ниједном, а каријеру је завршио 1911.

## Детињство и аматерска каријера
Гарен је син Мориса Клемента Гарена и Терезе Озело. Венчали су се 1864. када је он имао 36, а она 19 година и радила је у градском хотелу. Имали су четири ћерке и пет синова, од којих су двојица били близанци. Морис је био први син.
Гарен је радио као оџачар. Са 15 година се преселио у Француску, у Ремс, затим се преселио у Белгију, у Шарлоа, али се 1889. вратио у Француску, у Мабеж. Породица се растурила. Други син, Жозеф Исидор, умро је 1889. отац се вратио је Авријер, а умро је убрзо након тога. Гаренова браћа, Франсоа и Цезар, остали су у Француску и са Морисом су отворили бициклистичку продавницу у Рубеу 1895. Његов брат, Сезар Гарен, такође је био професионални бициклиста у периоду од 1899. до 1906. и живио је у Паризу до смрти (умро је у 71 години). Други Гаренов брат, Амброаз Гарен, био је професионални бициклиста од 1899. до 1903. Најбољи резултат било му је друго место на Париз Рубеу.
Гарен се преселио у Ленс 1902. и живио је тамо до краја живота. Први бицикл је купио за 405 франака, што је дупло више од недељне зараде радника у железари, који су радили по 12 сати, 1899. Вожња га није интересовала, али је возио око града довољно брзо да га назову лудак.
Аматерску каријеру је почео 1892. када је имао 21 годину. Прва трка у којој је учествовао, била је регионална трка Мабег—Хирсон—Мабег, дужине око 200 km. Иако је имао проблема са сунцем, успио је да заврши на петом месту. Прву победу остварио је 1893. на трци Намур—Динан, у Белгији. Свој први бицикл је продао а потом купио светлији. Био је тежак исто 16 kg, али је имао пнеуматске гуме. Трка је била дуга 102 km, Динан је био лидер док му се није пробушила гума, Гарен му је позајмио свој бицикл, а за себе узео резервни од Динановог тима. На крају, Гарен је победио са око 10 минута предности.

## Професионална каријера
Гарен је постао професионалац случајно.
Желео је да учествује на трци Авон су Релп, која је била удаљена 25 km од места у коме је живео. Кад је дошао, речено му је да је трка само за професионалце и да му није дозвољено да учествује. Гарен је чекао да возачи одмакну, возио је иза њих и све их престигао. Двапут је пао, али је ипак завршио испред свих возача. Публика је била одушевљена, али не и организатори, који су одбили да му плате 150 франака. Награду су исплатили правом победнику, а затим је публика међусобно скупила 300 франака, и уручила му их као награду. Гарен је постао професионалац.
Његова прва права победа била је 1894. на трци 24 сата Париза. Трка се возила у фебруару и, због хладноће, возачи су одустајали један за другим. Гарен је одвезао 701 km, победивши за 49 km јединог возача, уз њега, који је завршио трку. 1896. године, победио је на тркама Париз—Монс, Лијеж—Тун и Париз—Ле Ман, а на Париз—Рубеу је освојио треће место, 15 минута иза Јозефа Фишера. Гарен би освојио друго место, али је пао у финишу.
Наредне две године је освајао Париз—Рубе. 1897. победио је Холанђанина Матјуа Кордана, у задња два километра на Велодрому. 1898. његова победа је била убедљива, 20 минута испред другопласираног. У наредне две године, освојио је пет трећих места, а двапут је завршио други, пре него што је успио да победи на трци Париз—Брест—Париз 1901. завршивши скоро два сата испред Гастона Ривијеа, а затим је победио на трци Бордо—Париз 1902. године, трци од 500 km.

### Тур де Франс
Француски лист лото почео је да промовише трку Тур де Франс, продавши 80 хиљада примерака за дан. Трка је требало да траје од 31. маја до 5. јула, што се показало напорним и пријавило се само 15 возача, због чега је трка коригована и одлучено је да траје 19 дана. Најдужа етапа је била од Нанта до Париза, 471 km. 60 возача је учествовало, а 21 је завршио Тур. Гарен је победио на првој етапи, затим је двапут завршио на четвртом месту, на четвртој етапи је завршио пети, а затим је победио задње две етапе и освојио Тур у времену од 94 сата, 33 минута и 14 секунди, додељена му је награда од 3.000 франака.
Гарен је био потпуни фаворит за освајање Тура 1904. године, и ту улогу је оправдао. Међутим, титула му је одузета и приписата је Анрију Корнеу. У децембру су, због варања, дисквалификовани сви етапни победници и прва четворица у генералном пласману, Гарен, Рене Потје, Сезар Гарен и Иполит Окутирје. Француска бициклистичка унија није прецизно објаснила шта се десило, а подаци су изгубљени 1940. када су склоњени јужно да би избегли Немачку инвазију. Лисјен Пети Бретон је изјавио да је видио возача како се придржава за мотор, а оптужбе су биле и да је Гарен ишао возом. Гарену је победа одузета и суспендован је на две године.

## Крај каријере и смрт
Гарен се вратио бициклизму након суспензије, возећи још пет година, али није остварио ниједну победу, суспензија је била крај његове каријере, коју је званично завршио 1911. године. Након завршетка каријере, отворио је своју гаражу у Ленсу, коју је водио до смрти.
Није изгубио интересовање за бициклизам, а вратио се само једном у родни крај 1949. да види Тур који је пролазио туда. 1953. Гарен и неколико бивших возача били су на прослави 50 година Тура.
Године 1933, отворен је стадион у Ленсу „Велодром Морис Гарен”.
Године 1938, Гарен је добио златну медаљу, од стране министра спорта, за психичку едукацију.
Гарен је умро 1957. године, а сто година после његове победе на Туру, 2003. године, улица у Мобежу је добила име по њему.
Године 2004, „пријатељи Париз—Рубеа” су положили коцку калдрме на његов гроб.

### Цитирана библиографија
- Woodland, Les (2000). The Unknown Tour de France. Service Communication-presse de la Société du Tour de France. ISBN 978-1-892495-26-6.
- Chany, Pierre (1986). La fabuleuse histoire du Tour de France. Minerva. OCLC 469682067.
- Chany, Pierre (1991). La fabuleuse histoire du cyclisme. Paris: Editions de la Martinière. OCLC 43606027.
- Sergent, Pascal (1997). A century of Paris Roubaix 1896-1996. London: Bromley Books. ISBN 9780953172900. OCLC 43766383.
- Boeuf, Jean-Luc; Yves, Léonard (2003). La République du Tour de France : [1903-2003]. Paris: Éditions du Seuil. ISBN 978-2-02-058073-1. Приступљено 11. 12. 2016.
- Augendre, Jacques (1996). Le Tour de France: panorama d'un siècle. Service Communication-presse de la Société du Tour de France. Приступљено 11. 12. 2016.